# Stauranthera ionantha
Stauranthera ionantha är en tvåhjärtbladig växtart som beskrevs av Hallier f.. Stauranthera ionantha ingår i släktet Stauranthera och familjen Gesneriaceae. Inga underarter finns listade i Catalogue of Life.